# Just Who I Am: Poets & Pirates
Just Who I Am: Poets & Pirates è un album in studio del musicista country statunitense Kenny Chesney, pubblicato nel 2007.

## Tracce
1. Never Wanted Nothing More
2. Don't Blink
3. Shiftwork (feat. George Strait)
4. Just Not Today
5. Wife and Kids
6. Got a Little Crazy
7. Better as a Memory
8. Dancin' for the Groceries
9. Wild Ride (feat. Joe Walsh)
10. Scare Me
11. Demons

## Classifiche
| Classifica (2007) | Posizione massima |
| ----------------- | ----------------- |
| Stati Uniti       | 3                 |